# James Thomson (1700-1748)

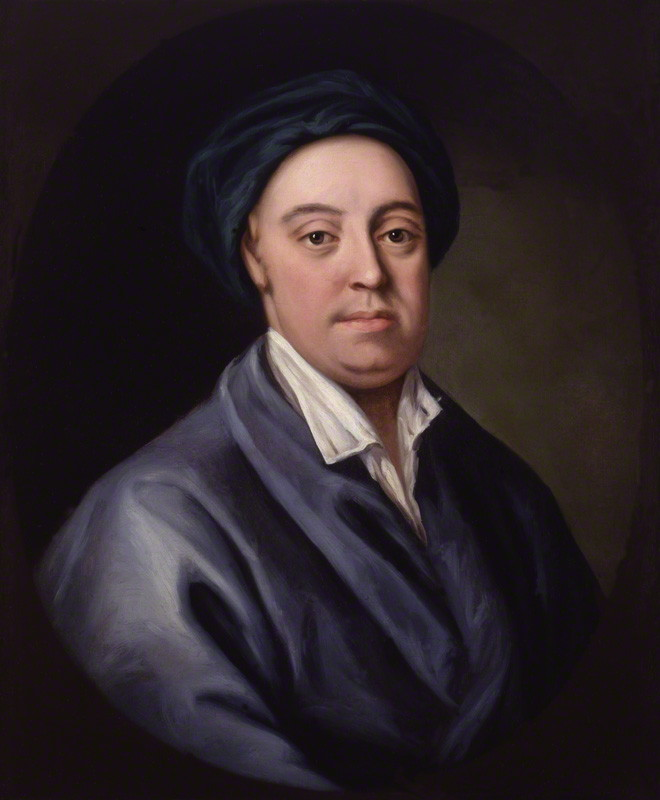
James Thomson

James Thomson (Ednam, Roxburghshire, 11 september 1700 – Richmond upon Thames, 27 augustus 1748) was een Schots dichter, toneel- en prozaschrijver.
Thomson is vooral bekend geworden door zijn poëtisch werk, met name zijn gedichtencyclus over de seizoenen, die uiteindelijk in 1730 gepubliceerd zou worden onder de titel The Seasons, en zijn lange gedicht The Castle of Indolence. Ook schreef hij de tekst van het nog altijd populaire vaderlandse lied Rule, Britannia!, dat in 1740 door Thomas Arne van muziek werd voorzien.

## Leven
James Thomson was de zoon van een dominee. Hij bezocht het gymnasium in Jedburgh, waar hij niet bijzonder uitblonk, en vervolgens vanaf 1715 de Universiteit van Edinburgh, waar hij bevriend raakte met de Schotse toneelschrijver David Mallet.
Hij volgde een breed scala aan studies, maar besloot in 1719 in zijn vaders voetsporen te treden en geestelijke te worden. Na de succesvolle publicatie van enkele gedichten in de ’Edinburgh Miscellany’ gaf hij dit idee op en vertrok in 1725 met Mallet naar London om daar zijn (literaire) geluk te zoeken.
Eenmaal in Londen werd hij tutor van Lord Binning, zoon van Charles Hamilton, graaf van Haddington. Via Mallet, die op dat moment tutor was ten huize van de hertog van Montrose, raakte hij in contact met diverse andere schrijvers, onder wie Richard Savage, Aaron Hill, Alexander Pope, John Gay en William Collins.
In 1726 verscheen Winter als eerste werk in de serie The Seasons. Het werd goed ontvangen en al snel verscheen een tweede druk. Het jaar daarop publiceerde hij een vervolg onder de titel Summer. Hij droeg dit werk op aan George Dodington, die hem uitnodigde op zijn landgoed in Dorset en hem voorstelde aan George Lyttelton.
Eveneens in 1727 verscheen Poem Sacred to the Memory of Sir Isaac Newton, opgedragen aan Sir Robert Walpole. Deze opdracht werd later uit het werk verwijderd, toen Thomson zich tegen de politiek van Walpole richtte in Britannia (1729). Dit werk was bedoeld als ondersteuning van Frederik, prins van Wales, die een vriend was van Thomsons begunstiger Lyttelton.
Spring (1728) werd opgedragen aan de gravin van Hertford en Autumn (1730) aan Arthur Onslow, de voorzitter van het Lagerhuis. Het complete werk over de seizoenen droeg hij op aan George Lyttelton.
In 1730 werd hij tutor van de zoon van Sir Charles Talbot, de latere Lord Chancellor, en reisde met de jongeman bijna twee jaar lang door Europa. Kort na hun terugkeer overleed zijn pupil. Talbot bezorgde hem daarop een baan als secretaris, een sinecure die hem enige financiële armslag gaf.
Het uit vijf delen bestaande gedicht Liberty ontstond tussen 1734 en 1736. Hij droeg het op aan de prins van Wales en hem werd als wederdienst een jaargeld geschonken. Hierdoor was hij in staat een klein huis te betrekken in Richmond. Met het overlijden van Charles Talbot in 1737 verloor hij echter zijn sinecure, waarop Lord Lyttelton bijsprong. In 1744 verzorgde hij samen met Pope een herziene uitgave van 'The Seasons'. Toen hij om de een of andere reden uit de gunst van de prins raakte, verloor hij kort voor zijn dood in 1748 ook zijn jaarlijkse toelage. Zijn laatste grote werk, 'The Castle of Indolence', een romantische allegorie, voltooide hij in datzelfde jaar.

## Drama
Thomson schreef ook voor het toneel. Zijn Tragedy of Sophonisba werd in 1730 opgevoerd in het theater Drury Lane. Edward and Eleonora (1739) haalde het toneel niet. Samen met zijn vriend David Mallet schreef hij de masque Alfred, waarin "Rule, Britannia" was opgenomen. Tancred and Sigismunda werd in Drury Lane opgevoerd in 1745 en Coriolanus in Covent Garden in 1749.

## Invloeden
Hoewel Thomson een tijdgenoot was van Pope en schreef in een periode dat het neoclassicisme en het verheerlijken van de rede nog hoogtij vierden, gebruikte hij niet de in die periode veelgebruikte heroic couplets zoals Pope en voor hem ook John Dryden deden. Hij bewonderde het werk uit de elizabethaanse periode van John Milton en de allegorische werken van Edmund Spenser en verkoos als versvorm het blanke vers. Ook in de thema's die hij koos week hij af van zijn tijdgenoten: de natuur en het daaraan verbonden lot van de mens was een belangrijke inspiratiebron voor hem, zoals blijkt uit onder meer The Seasons. Daarmee werd hij een belangrijke voorloper van de periode van de in de 19e eeuw opbloeiende romantiek.